# 160 a.C.

## Eventos
- Marco Cornélio Cetego e Lúcio Anício Galo, cônsules romanos.

## Mortes
- Judas Macabeu, líder Judeu
- Lúcio Emílio Paulo Macedônico, general romano